# Quai François-Mitterrand
Quai François-Mitterrand (nábřeží Françoise Mitterranda) je nábřeží v Paříži. Nachází se v 1. obvodu. Je pojmenováno podle francouzského prezidenta Françoise Mitterranda. Nábřeží je součástí rychlostní komunikace Voie Georges-Pompidou.

## Poloha
Nábřeží leží na pravém břehu řeky Seiny mezi mosty Pont des Arts a Pont Royal. Začíná na křižovatce s ulicí Rue de l'Amiral-de-Coligny, kde navazuje na Quai du Louvre, a končí na křižovatce s Avenue du Général-Lemonnier, odkud pokračuje po proudu Quai des Tuileries. Na nábřeží vede také most Pont du Carrousel. Součástí nábřeží jsou přístavy Port du Louvre a Port des Tuileries.

## Historie
Samostatné nábřeží Quai François-Mitterrand vzniklo 8. července 2003 vyčleněním z Quai du Louvre (úsek mezi Rue de l'Amiral-de-Coligny a Pont du Carrousel) a Quai des Tuileries (úsek mezi Pont du Carrousel a Avenue du Général-Lemonnier).

## Významné stavby
- Palác Louvre, který leží po celé délce nábřeží